# 左座朋子
江里朋子（えり ともこ、1972年 - ）は日本の截金師（きりかねし）。江里康慧・江里佐代子の長女として京都に生まれる。結婚後は主に仏像関係は京都、工芸品や茶道具は福岡で截金作品を制作。

## 略歴
京都市左京区岡崎で生まれ、京都芸術短期大学（現：京都造形芸術大学）で日本画を学び、在学中より重要無形文化財「截金」保持者(人間国宝)である母、江里佐代子に截金の手ほどきをうける。古来より仏像を荘厳する技術として伝承された截金を、母と同様に飾筥や欄間、茶器などへ転用しその可能性を拡げる。第58回日本伝統工芸展（2011）において日本工芸会新人賞、翌年以降も入選し、2015年日本工芸会正会員認定。
2020年 京都府文化賞奨励賞を受賞。各メディアに採り上げられ、截金の魅力を伝え、截金の普及に努める。茶道具商・左座（さざ）喜男と結婚。

## 年譜
- 1972年 父 仏師 江里康慧、母 截金の人間国宝 江里佐代子の長女として京都に生まれる
- 1991年 京都芸術短期大学日本画コース卒業。在学中より母に截金の手ほどきを受ける
- 2003年 仙台市 Y邸の截金オブジェ「はごろも」作成
- 2009年 石巻市 森邸の截金欄間 「季 皓々」作成
- 2010年 京都市 わざ永々棟の截金四季模様欄間作成
- 2011年 福岡市 嵯峨野の截金鳳凰文様欄間作成
- 2011年 第58回日本伝統工芸展で截金飾箱「皓華」で日本工芸会新人賞受賞[1]
- 2011年 西部伝統工芸展で截金四方盆「清明」が入選
- 2011年 銀座和光にて「江里康慧・江里佐代子展 仏像と截金  - 光 放たれるとき -」展／中信美術館にて「人間国宝 江里佐代子の伝言 - 康慧とともに創った荘厳の世界 -」展にて作品展示
- 2012年 第59回日本伝統工芸展で截金飾筥「奏耀」が入選[2]
- 2013年 第48回 西部伝統工芸展で截金飾筥「碧梁」が『九州朝日放送賞』を受賞

## テレビ出演
- RKB毎日放送 『豆ごはん。』 -人生の応援歌- 2011.9.22
- NHK Eテレ『日曜美術館』-第58回日本伝統工芸展- 2011.9.25
- 福岡放送 『九州Dreamimgウーマン』2011.11.5
- 九州朝日放送 『KBCニュースピア』2012.1.6
- TVQ九州放送『のびのびカマンベーロ』2012.3.3
- NHK総合（九州・沖縄）『ぐるっと8県 九州沖縄　ふくおか発見伝』2012.9.11
- NHK総合『金曜プレミアム』-截金　左座朋子-2013.1.18
- BS-TBS『女子才彩』2013.3.17
- TBSテレビ『世界ふしぎ発見！』2020.12.19

## 新聞・雑誌
- 西日本新聞夕刊 『技の現場』2011.9.25
- 『シティ情報ふくおか』2012.3月号
- 『京都新聞』伝統フォーラム　『伝統新時代』2011.11.24
- 『朝日新聞』西部伝統工芸展受賞2013.5.27